# Commissie Dwaalgasten Nederlandse Avifauna
De Commissie Dwaalgasten Nederlandse Avifauna (CDNA) beoordeelt vogelsoorten en vogelondersoorten (taxa) die in de afgelopen 30 jaar gemiddeld minder dan tweemaal per jaar in Nederland worden waargenomen of die nog niet in Nederland zijn waargenomen maar wel als potentiële dwaalgast beschouwd kunnen worden. Indien de CDNA een positieve uitspraak heeft gedaan over de identificatie van een waarneming, dan zal worden gekeken of de waarneming geen betrekking heeft op een vogel van een niet-wilde herkomst. Als er aanwijzingen of gegronde vermoedens bestaan dat de vogel van niet-wilde herkomst is, dan wordt een dergelijke waarneming niet aanvaard als dwaalgast. Bij soorten waar sprake is van herintroductie elders in het West-Palearctische gebied zijn alleen gevallen aanvaardbaar als bewezen of aannemelijk is dat het exemplaar dat in Nederland is waargenomen in het wild is uitgebroed.